# 佐野植物公園
佐野植物公園（さのしょくぶつこうえん）は、大分県大分市大字佐野にある植物園である。

## 概要
1991年（平成3年）4月にオープンした。8.6haの園内には、煉瓦造の観賞温室の他に、公園やぽかぽか池（足湯）などが整備されており、年中無休で利用できる。佐野清掃センターが隣接しており、清掃センターの余熱を温室内の暖房や足湯に利用している。
園内の観賞温室では、木立ち性ベゴニア、パキスタキス、ブーゲンビリア、ハイビスカス、プルメリア、カリアンドラ、ウナズキヒメフヨウ等が栽培されている。

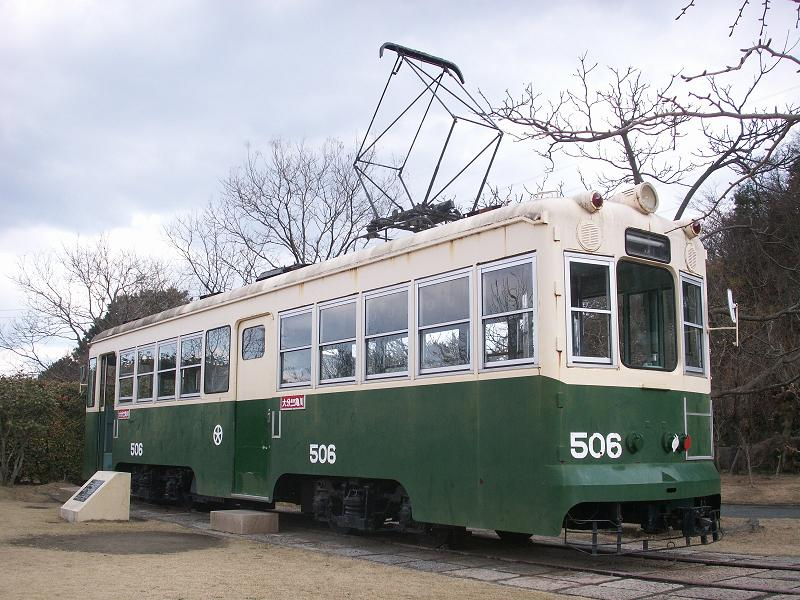
大分交通別大線506号車

園内には1972年（昭和47年）に廃止された大分交通別大線の500型ワンマン車506号車（1958年（昭和33年）製造）が静態保存されており、中に入ることも可能である。この電車は1996年（平成8年）まで大分市中心部の若草公園で保存・展示されていたが、同公園の改装に伴い本公園に移設された。2014年（平成26年）3月に外装が塗替えられている。

## 開園時間等
- 開園時間[2]
  - 6 - 9月：9:00 - 20:00（観賞温室及びぽかぽか池は17:00まで）
  - 10 - 5月：9:00 - 17:00
- 休園日 - なし（ただし、毎週月曜日（祝日の場合は翌日）と12月28日-1月3日は、観賞温室及びぽかぽか池は利用できない）[2]
- 入園料 - 無料[2]

## 交通
- 東九州自動車道大分宮河内インターチェンジから車で5分[2]
- 日豊本線鶴崎駅、大在駅から車で15分[2]
  - 駐車台数 - 約270台[1]